# بهارآباد (بیلقان)
بهارآباد (به لاتین: Baharabad) یک منطقه مسکونی در جمهوری آذربایجان است که در شهرستان بیلقان واقع شده است. بهارآباد ۷۴۱ نفر جمعیت دارد.